# James Yun
James Carson Yun (nascido em 13 de Maio de 1981) é um Lutador Americano de Wrestling, conhecido por ter lutado em diversas empresas, em sua passagem mais conhecida na WWE, onde atuou com o Ring Name de Jimmy Wang Yang.
Ele também é conhecido por ter feito parte de uma Stable no World Championship Wrestling, cujo nome era Jung Dragons, que também contava com Jamie-San e Kaz Hayashi.

## Carreira (Começo na World Championship Wrestling) (1999-2001)
No ano de 1999, James assinou um contrato com a WCW, mas só fez seu Debut na televisão em um show no ano seguinte, 2000. Ele fez parte da Stable Jung Dragons, que como citado a cima, tinha além de Yun, Jamie-San e Kaz Hayashi. Eles tiveram uma longa Feud com a 3 Count, que era outra Stable. Isso, levou a uma Ladder Match no PPV New Blood Rising aonde saíram derrotados. Após muito tempo, Jamie-San deixou o grupo, para se juntar com Evan Karagias, que também havia deixado a 3 Count. Yang (como era seu Ring Name nessa época) voltou a lutar em um PPV no Mayhem 2000, onde junto de Hayashi, enfrentaram Karagias e Jamie-San e Shane Helms e Shannon Moore, onde Helms e Moore saíram vencedores. Essa luta voltou a se repetir no Starrcade 2000, e com vitória de Helms e Moore também, mas diferente da outra luta, essa foi uma Ladder Match. Yang e Hayashi só conseguiram a vitória no PPV “WCW Sin” onde derrotaram Jamie e Karagias. Eles continuaram lutando pela WCW, até que algum tempo depois, acabaria por a WWF comprar a WCW.

## WWF e AJPW (2001-2002)
Após a WWF ter comprado a WCW, Yang foi para um território de desenvolvimento da WWF, e ficou por algum tempo nele, até que foi demitido em meados de 2002.
Logo que Yun foi demitido dos territórios de desenvolvimento da WWE, a All Japan Pro Wrestling o contratou. Ele fez uma de suas primeiras lutas na AJPW com seu ex-parceiro Kaz Hayashi, ele se juntou com Kaz e também com George Hines, onde derrotaram Ryuji Hijikata, Gran Naniwa e Johnny Smith. Yang continuou fazendo parcerias com outros Lutadores, como por exemplo, Dragon Kid. Ele ficou fazendo lutas de Tags, até que ele se juntou novamente com Kaz Hayashi, mas desta vez eles conseguiram ganhar o “Real World Junior Heavyweight Tag Team League”. Ele continuou lutando pela AJP', até que saiu da empresa, para lutar em Indys.

## Total Nonstop Action Wrestling (2002)
Yang assinou um contrato com a TNA, por um tempo muito curto. Ele chegou a fazer algumas lutas pela empresa, talvez a mais conhecida é uma das primeiras lutas da história da TNA, onde Yang junto de Sonny Siaki e Jorge Estrada derrotaram AJ Styles, Low Ki e Jerry Lynn, em uma Six Man Tag Team Match. Logo depois, ele saiu para lutar nas Indys outra vez.

## Major League Wrestling (2003)
Ele então foi para a “Major League Wrestling” e estreou no “King of Kings” onde fez uma Tag com Mike Sanders, mas acabaram sendo derrotados por “Dr. Death” Steve Williams e P.J. Friedman. Ele participou da Super J Cup USA Tournament, ele derrotou Juventud Guerrera na primeira luta do torneio, mas depois acabou perdendo para Christopher Daniels. Ele então fez uma aparição na WWE e assinou outra vez um contrato com a empresa.

## Retorno a WWE (2003-2005)
Após Yang ter voltado para a WWE, ele fez seu Debut no PPV No Mercy do ano de 2003, em uma luta onde Tajiri enfrentava Rey Mysterio. Mysterio tinha aplicado seu Finisher, e estava fazendo o Pinfall, mas de repente dois fãs distraíram ele, e Tajiri venceu a luta. Mais tarde foi falado que os tais fãs eram Yang (que havia mudado seu Ring Name para Akio) e Ryan Sakoda. Ele e Sakoda acabaram por formar uma Tag chamada Kyo Dai, que eram ajudantes de Tajiri. Akio fez uma participação na WrestleMania XX, onde participou da “Cruiserweight Open”, mas acabou por perder a luta. Ryan Sakoda acabou sendo demitido pela WWE, e logo depois Tajiri foi mudado de Brand, assim Akio não estava aparecendo muito. Ele chegou a lutar por muitas vezes no WWE Velocity, mas acabou sendo demitido em 2005.

## Debut na Ring of Honor (2005-2006)
Yang fez sua estreia na Ring of Honor em 2005, onde acabou perdendo para James Gibson. Na noite seguinte, ele perdeu para Christopher Daniels e depois para Roderick Strong, causando a Storyline que ele deixou a empresa por nunca conseguir vencer uma luta.
Ele retornou na Ring of Honor e então venceu sua primeira luta no Trios Tournament juntamente com Matt Sydal e Jack Evans. Ele então ficou usando seu personagem de tempos da WCW na ROH. Seu tema de entrada foi usado em vários filmes. Ele então trouxe para a Ring of Honor “Taimak” um artista, para lhe ajudar em sua Feud com Jimmy Rave. Ele então deixou a Ring of Honor e voltou para?

## Retorno a WWE em 2006 (2006-2010)
Sim, Akio voltou para a WWE em 2006 e ela assinou um contrato com ele outra vez. Durante várias SmackDown! desse ano, vinhetas eram mostradas de Akio, agora sendo chamado de Jimmy Wang Yang, e tinha uma Gimmick de "Redneck”. Nessas vinhetas, ele falava que era muito mais do que um simples hillbilly, mesmo que isso não parecesse. Ele fez sua estreia em ringue em Setembro, mas perdeu sua luta para Sylvan. Logo depois ele apresentou para o público seu novo Manager, Amy Zidian. Mas essa ideia não deu muito certo, pois Zidian acabou sendo demitido um mês depois.
Em Dezembro de 2006, Yang teve seu primeiro Title Shot na WWE, pelo WWE Cruiserweight Championship. Ele desafiou Gregory Helms que naquela altura era o campeão, isso levou a uma luta no Armageddon, onde ele perdeu. Ele teve mais uma chance de ganhar o título no No Way Out, mas acabou perdendo novamente. Após isso, ele teve uma pequena Feud com Chavo Guerrero, onde Yang conseguiu por mais uma vez um Title Shot para disputar o título, mas no Vengeance, acabou perdendo para Chavo Guerrero. Depois disso, Torrie Wilson começou a ser sua Manager, após ele se juntar com ela para enfrentar Kenny Dykstra e Victoria.
Nesta altura, Jamie Noble era o Cruiserweight Champion, e inventou para Deuce ‘n Domino que Yang estava falando coisas sobre Cherry. Isso levou a uma luta entre Deuce e Yang, onde Yang venceu, mas após a luta Deuce, Domino e Cherry atacaram Yang. Na semana seguinte, Yang e Shannon Moore formaram uma Tag para enfrentar Deuce ‘n Domino, onde Moore e Yang venceram. Após isso, ele começaram a ser Tag, e derrotaram John Morrison e The Miz para ganhar um Title Shot pelo WWE Tag Team Championship. Nas semanas seguintes, Yang e Moore enfrentaram Morrison e Miz em um Fifteen Minutes of Fame Match onde Morrison e Miz ganharam e retiveram seus títulos.
Em meados de 2008, Yang foi suspenso pela WWE, por violar pela primeira vez o Wellness Policy. Ele voltou para a Brand azul em Julho, mas acabou sendo derrotado por Brian Kendrick. Ele acabou por desfazer a Tag com Moore. Logo depois, ele enfrentou Kane no Superstars, mas isso não foi uma das coisas mais legais na carreira de Yang, pois acabou tendo hematomas na costa, após ser atacado por uma Singapore Cane.
No final de 2009, ele voltou a aparecer na SmackDown! e formou uma Tag com Slam Master J, e tiveram uma pequena Feud com Hart Dynasty, onde acabaram perdendo as lutas. Em Janeiro de 2010, eles venceram a primeira luta de Tag, derrotando Charlie Haas e Mike Knox. Yang acabou sendo outra vez demitido da WWE.

## Circuito independente, Japão & TNA (2010-Presente)
Ele voltou para as Indys, trabalhando com o Ring Name de Jimmy Wang. Ele foi anunciado para fazer parte do “HighSpots Pro Wrestling Superstars”. Yang então voltou para a AJPW para lutar no Summer Action Series 2010, no Jr. Heavyweight League. Ele está no “Block B” juntamente com Shuji Kondo, KAI, BUSHI, MAZADA e TAKA Michinoku. Yang terminou em segundo na sua categoria, após vitórias sobre Shuji Kondo, MAZADA e Taka Michinoku, e avançou para as semifinais do torneio. No dia 8 de Agosto Yang derrotou Minoru nas semifinais e depois venceu KAI na final para conquistar o 2010 Junior Heavyweight League. Com a vitória Yang ganhou um title shot pelo AJPW World Junior Heavyweight Championship, mas acabou sendo derrotado na sua luta pelo título em 29 de Agosto pelo atual campeão e ex-parceiro de Yang, Kaz Hayashi. Em 27 de Junho de 2011, Yang retornou por uma noite a TNA nas gravações de 30 de Junho do Impact Wrestling, trabalhando em sua antiga gimmick de "Flying Elvis" e perdeu para Low-Ki em uma three-way no primeiro round de um torneio que valia um contrato para a TNA, que também incluiu Matt Bentley.

## No wrestling
- Finishers
  - Como Jimmy Wang Yang
    - Moonsault (seguido de Pin)

- - Como Jimmy Wang/Akio
    - Yang Time (WCW/Independent Circuit) / Akio Time (WWE) - (Corkscrew Moonsault)

- Signature Move
  - Arm Drag
  - Backhand Chop
  - Back to Belly Piledriver
  - Cobra Clutch
  - Fists of Fury (Double fist strike)
  - Hanging figure four necklock
  - Headscissors takedown
  - Iconoclasm
  - Moonsault
  - Variações de Kicks
    - Corner Backflip
    - Enzuigiri
    - Spin
    - Spinning Heel

  - Overhead Belly to Belly Suplex
  - Sitout Scoop Slam Piledriver
  - Sunset Flip

- Músicas de entrada
  - "Flyin' to Graceland" de Dale Oliver (TNA: Usou quando fez parte do Flying Elvises)
  - "Gonna Punch Someone Tonight" de David Church (WWE)
  - "The Last Dragon de Dwight David (ROH)

- Managers
  - Leia Meow
  - Bruce Leroy
  - Tajiri
  - Torrie Wilson
  - Amy Zidian

## Títulos e prêmios
- All Japan Pro Wrestling
  - Real World Junior Heavyweight Tag Team League (2002) - com Kaz Hayashi
  - Junior League (2010)